# Françoise de Clossey
Françoise de Clossey (Montréal, 12 ottobre 1974) è una pianista canadese.

## Biografia
Nata a Montréal, Françoise de Clossey ha conseguito il diploma di concertista all'Università di Montréal sotto la direzione di Natalie Pepin, per poi perfezionarsi in musica contemporanea con la fondatrice del Nouvel Ensemble Moderne, Lorraine Vaillancourt.
Vincitrice del concorso di musica del Québec e quello del Canada, de Clossey si è esibita come solista in più di sessanta paesi e in diversi festival internazionali tra i quali il Festival International de Montréal, Festival International de Menton, Festival de la Ville de Paris, London Promenades, I Concerti del Vaticano a Roma e Festival italiano de Munich.

## Collaborazioni e creazioni
Ha al suo attivo diverse creazioni tra cui la prima mondiale di un'opera di H.M. Gorecki, le prime nordamericane di Sciarrino e Gubaidulina e le prime mondiali dei compositori italiani Frisina e Sofianopulo. Ha eseguito recentemente musiche di H. Villa Lobos diretta da I. Karabtchevsky, ha collaborato con il grande cantautore brasiliano Gilberto Gil. Le sue esecuzioni dei grandi nord americani Oscar Peterson, Dave Brubeck, Aaron Copland, Georges Gershwin, Leonard Bernstein trovano sempre posto con grande successo nei recitals in coppia con Mauro Maur.
Attiva in campo discografico, ha partecipato a numerose registrazioni per la radio e la televisione. È stata assistente all'Università di Montréal, al Conservatorio Santa Cecilia a Roma e al “MusicaRiva” Festival a Riva del Garda. Ha firmato un contratto discografico importante per una serie di registrazioni in duo con Mauro Maur, con il quale collabora dal 2003.
Françoise de Clossey è stata “coach instructor” per la “Youth Orchestra of The Americas”.

## Onorificenze
Françoise de Clossey è stata insignita del Premio Internazionale “Beato Angelico” per la Donna 2006.
Françoise de Clossey ha ricevuto il Premio Oder 2008 alla Carriera.

## Opere dedicate a Francoise de Clossey
- Andrea Morricone: Sonata (2011) per tromba e pianoforte
- Marco Frisina: Hymnus per tromba e organo
- Marco Frisina: Suite Giovanni Paolo II per tromba e organo
- Marco Sofianopulo: Varianti "Dal Tuo Stellato Soglio" (2004) per tromba e organo
- Mario Pagotto: No More Seasons (2009) per tromba e pianoforte